# Ferdinando Gonzaga
Ferdinando Gonzaga (Mantova, 26 aprile 1587 – Mantova, 29 ottobre 1626) fu un cardinale italiano, divenne VI duca di Mantova e Duca del Monferrato dal 1612 al 1626.

## Biografia

### Giovinezza e carriera ecclesiastica
Figlio secondogenito di Vincenzo I e di Eleonora de' Medici, destinato alla carriera ecclesiastica, ricevette nel dicembre 1607, all'età di vent'anni, la porpora cardinalizia, con il titolo di cardinale diacono di Santa Maria in Domnica. Due anni dopo optò per il titolo di Santa Maria in Portico Octaviae. Nonostante la nomina, si distinse, come il padre, per il carattere inquieto, nonché per l'amore per il lusso e lo sfarzo.

### Duca di Mantova
Dopo la morte del fratello Francesco, avvenuta nel 1612, Ferdinando smise la porpora e il 6 gennaio 1616 salì al governo del ducato di Mantova, nonostante l'opposizione di Carlo Emanuele I di Savoia, che aveva mire sul Monferrato, governato dai Gonzaga (Francesco IV aveva lasciato una figlia, Maria, nata dalla moglie Margherita, figlia del Duca di Savoia, per cui si richiese la successione sul Monferrato). Proprio il duca di Savoia aprì per questo motivo una crisi diplomatica, nella quale il contendente era il Gonzaga solo formalmente; in realtà il conflitto era più ampio e coinvolgeva Spagna e Francia, che per motivi diversi appoggiavano il Gonzaga contro le pretese savoiarde.
Negli anni di governo Ferdinando, uomo di grande cultura e intelletto, ma non dotato dello spessore umano e politico che aveva fatto grandi i suoi avi, non si distinse per particolari fattori positivi. Ospitò alla sua corte celebri artisti, tra i quali Domenico Fetti, detto Il Mantovano, Carlo Saraceni e il fiammingo Antoon van Dyck. Architetto di corte fu Nicolò Sebregondi, che edificò tra il 1613 e il 1624 la sfarzosa residenza di campagna Villa La Favorita.
Il 19 febbraio 1616, alla presenza del suo fido consigliere ed abate Gregorio Carbonelli, simulò un finto matrimonio con una giovane contessina monferrina della quale si era invaghito, Camilla Faà di Bruno, che gli diede un figlio naturale, Giacinto. Nello stesso tempo trattava per le vere nozze con Caterina de’ Medici, figlia del granduca di Toscana Ferdinando I de' Medici, che sposò in effetti a Firenze il 7 febbraio 1617. Le nozze si rivelarono ben presto sterili, il che aggravò il problema della successione dinastica, visto che l'unico successore nella linea principale della famiglia era il fratello minore Vincenzo. Questi aveva sposato nel 1616 una congiunta di molto più anziana di lui, Isabella Gonzaga di Novellara, matrimonio che venne però osteggiato da Ferdinando, che fece tutto il possibile per annullarlo.
La storia si trascinò per anni, tanto che Ferdinando non riuscì a concludere le adeguate mosse politiche per ottenere l'annullamento del matrimonio del fratello, perché morì, all'età di soli 39 anni, il 29 ottobre 1626.

### Ultimi anni e morte
Poco tempo prima di morire, Ferdinando, nel tentativo di ripianare almeno in parte una situazione debitoria ormai disastrosa, aveva avviato contatti per la vendita di una parte della celebre collezione d'arte accumulata negli anni dalla famiglia. La vendita venne poi conclusa per una cifra importante (trentamila sterline, la più costosa acquisizione di opere d'arte della Casa Reale inglese), ma relativamente bassa per il valore storico artistico, dal suo successore, il fratello Vincenzo II.
Nel 1625 chiamò alla sua corte Carlo I, figlio di Ludovico Gonzaga-Nevers, destinato quindi a succedergli, essendo Ferdinando in contrasto coi cugini di Guastalla, favoriti dagli imperiali al ducato di Mantova.
Ferdinando Gonzaga creò l'ordine cavalleresco della Immacolata Concezione, ordine al quale potevano aderire i nobili provenienti da tutte le nazioni cattoliche. Il progetto, al quale parteciparono Carlo I di Gonzaga-Nevers e il conte Alfonso d'Altan d'Alemagna, prese forma l'8 dicembre 1619 e l'Ordine venne istituito a Mantova nel 1623. Venne sanzionato ecclesiasticamente da papa Gregorio XV nel 1623 e confermato da papa Urbano VIII nel 1625.

## Discendenza
Ebbe solo un figlio naturale, dalla nobile Camilla Faà di Bruno:
- Francesco Giacinto Gonzaga (1616 – 1630), sacerdote beneficiato di San Benedetto di Polirone.

## Ascendenza
|                        |                     |                           | Genitori                    |  |  | Nonni |  |  | Bisnonni            |  |  | Trisnonni            |  |
|                        |                     |                           |                             |  |  |       |  |  | Federico II Gonzaga |  |  | Francesco II Gonzaga |  |
|                        |                     |                           |                             |  |  |       |  |  | Federico II Gonzaga |  |  | Francesco II Gonzaga |  |
|                        |                     | Isabella d'Este           |                             |  |  |       |  |  | Federico II Gonzaga |  |  |                      |  |
| Guglielmo Gonzaga      |                     |                           |                             |  |  |       |  |  | Federico II Gonzaga |  |  |                      |  |
|                        |                     | Margherita Paleologa      | Guglielmo IX del Monferrato |  |  |       |  |  |                     |  |  |                      |  |
|                        |                     | Margherita Paleologa      | Guglielmo IX del Monferrato |  |  |       |  |  |                     |  |  |                      |  |
|                        |                     | Margherita Paleologa      | Anna d'Alençon              |  |  |       |  |  |                     |  |  |                      |  |
| Vincenzo I Gonzaga     |                     | Margherita Paleologa      |                             |  |  |       |  |  |                     |  |  |                      |  |
|                        |                     | Ferdinando I d'Asburgo    | Filippo I di Castiglia      |  |  |       |  |  |                     |  |  |                      |  |
|                        |                     | Ferdinando I d'Asburgo    | Filippo I di Castiglia      |  |  |       |  |  |                     |  |  |                      |  |
|                        |                     | Ferdinando I d'Asburgo    | Giovanna di Castiglia       |  |  |       |  |  |                     |  |  |                      |  |
| Eleonora d'Austria     |                     | Ferdinando I d'Asburgo    |                             |  |  |       |  |  |                     |  |  |                      |  |
|                        |                     | Anna Jagellone            | Ladislao II di Boemia       |  |  |       |  |  |                     |  |  |                      |  |
|                        |                     | Anna Jagellone            | Ladislao II di Boemia       |  |  |       |  |  |                     |  |  |                      |  |
|                        |                     | Anna Jagellone            | Anna di Foix-Candale        |  |  |       |  |  |                     |  |  |                      |  |
| Ferdinando Gonzaga     |                     | Anna Jagellone            |                             |  |  |       |  |  |                     |  |  |                      |  |
|                        | Cosimo I de' Medici | Giovanni dalle Bande Nere |                             |  |  |       |  |  |                     |  |  |                      |  |
|                        | Cosimo I de' Medici | Giovanni dalle Bande Nere |                             |  |  |       |  |  |                     |  |  |                      |  |
|                        | Cosimo I de' Medici | Maria Salviati            |                             |  |  |       |  |  |                     |  |  |                      |  |
| Francesco I de' Medici | Cosimo I de' Medici |                           |                             |  |  |       |  |  |                     |  |  |                      |  |
|                        |                     | Eleonora di Toledo        | Pedro Álvarez de Toledo     |  |  |       |  |  |                     |  |  |                      |  |
|                        |                     | Eleonora di Toledo        | Pedro Álvarez de Toledo     |  |  |       |  |  |                     |  |  |                      |  |
|                        |                     | Eleonora di Toledo        | María Osorio y Pimentel     |  |  |       |  |  |                     |  |  |                      |  |
| Eleonora de' Medici    |                     | Eleonora di Toledo        |                             |  |  |       |  |  |                     |  |  |                      |  |
|                        |                     | Ferdinando I d'Asburgo    | Filippo I di Castiglia      |  |  |       |  |  |                     |  |  |                      |  |
|                        |                     | Ferdinando I d'Asburgo    | Filippo I di Castiglia      |  |  |       |  |  |                     |  |  |                      |  |
|                        |                     | Ferdinando I d'Asburgo    | Giovanna di Castiglia       |  |  |       |  |  |                     |  |  |                      |  |
| Giovanna d'Austria     |                     | Ferdinando I d'Asburgo    |                             |  |  |       |  |  |                     |  |  |                      |  |
|                        |                     | Anna Jagellone            | Ladislao II di Boemia       |  |  |       |  |  |                     |  |  |                      |  |
|                        |                     | Anna Jagellone            | Ladislao II di Boemia       |  |  |       |  |  |                     |  |  |                      |  |
|                        |                     | Anna Jagellone            | Anna di Foix-Candale        |  |  |       |  |  |                     |  |  |                      |  |
|                        |                     | Anna Jagellone            |                             |  |  |       |  |  |                     |  |  |                      |  |

## Stemma
| Image | Stemma |
| ----- | --- |
| \| \| | Ferdinando Gonzaga Duca di Mantova e Monferrato D'argento, alla croce patente di rosso accantonate da quattro aquile affrontate e spiegate di nero. Sul tutto partito di due e troncato di due, che dà nove quarti: nel 1o di rosso all'aquila bicipite spiegata d'oro, bicoronata dello stesso (Impero Romano d'Oriente); nel 2o di rosso al leone dalla coda doppia d'argento, armato e lampassato d'oro, coronato e collarinato dello stesso (Boemia); nel 3o fasciato d'oro e di nero (Gonzaga antico); nel 4o d'argento alla croce potenziata d'oro accantonata da quattro crocette dello stesso (Gerusalemme); nel 6o d'argento al capo di rosso (Monferrato); nel 7o fasciato d'oro e di nero di dieci pezzi al crancelino di verde attraversante (Sassonia); nell'8o d'azzurro seminato di crocette ricrocettate e fitte d'oro a due barbi addossati dello stesso (Bar); nel 9o di rosso alla croce d'oro accantonata da quattro B greche dello stesso, addossate due a due, Costantinopoli). Nel punto d'onore di rosso alla fascia d'argento (Austria) timbrato da corona arciducale |
|       | |